# Brakel (kip)

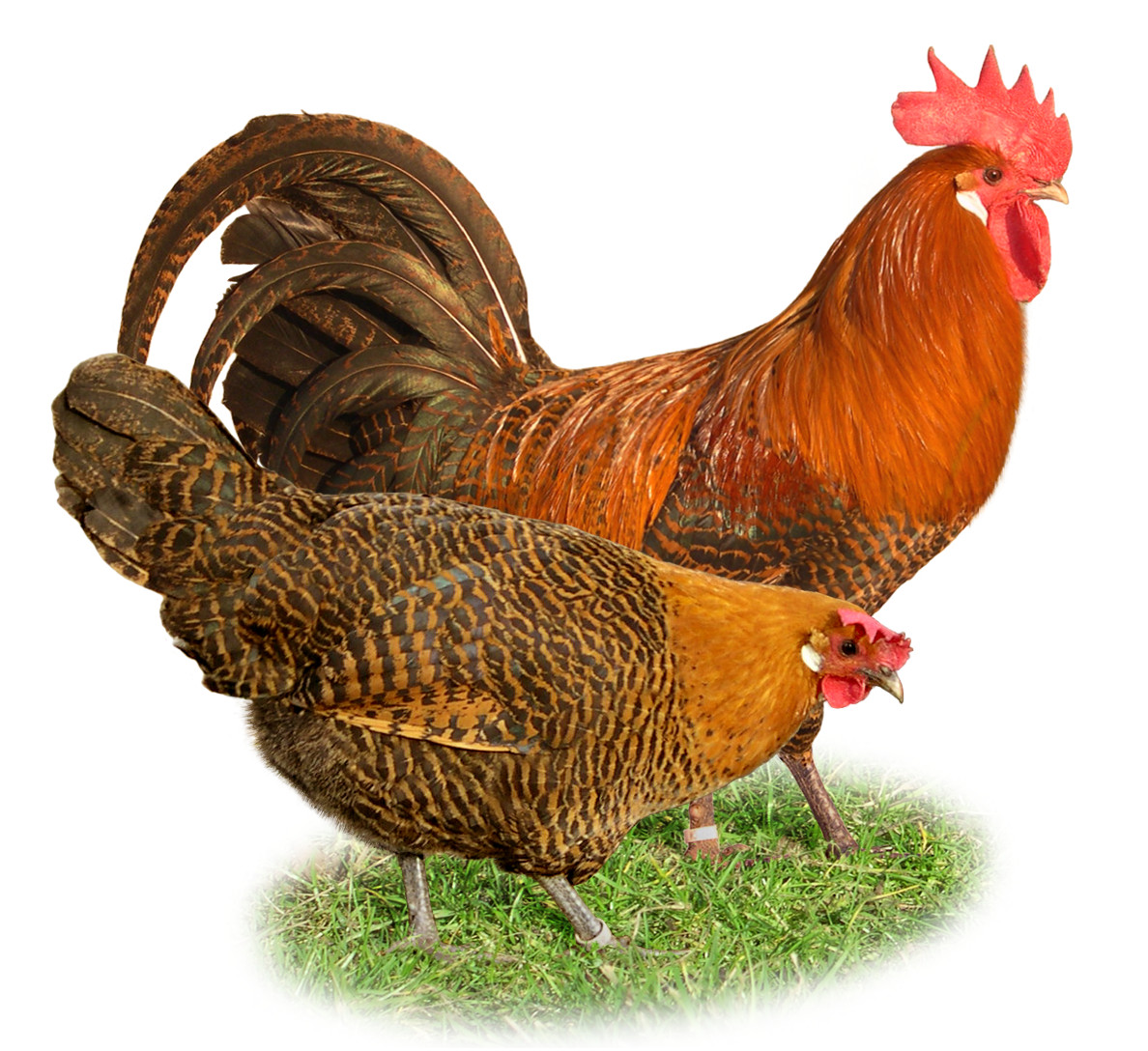
Goudbrakel

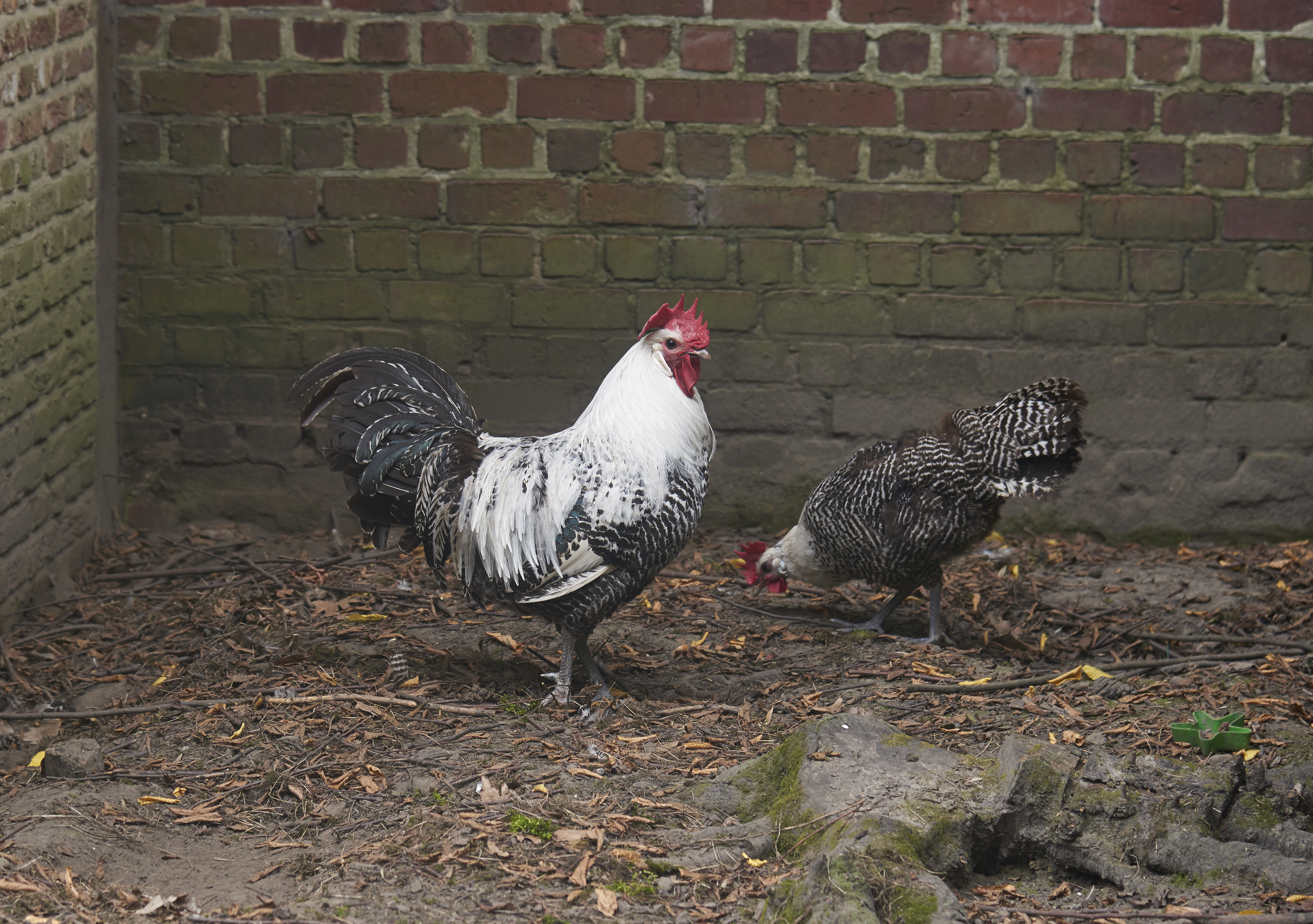
Zilverbrakel

De brakel of braekel is een Belgisch hoenderras dat tot de pelhoenders behoort. Het is een weinig voorkomend ras dat voornamelijk door liefhebbers en fokkers in stand wordt gehouden. Er bestaat ook een krielvariant.

## Geschiedenis
De brakel is een van de oudste Belgische kippenrassen. De geschiedenis zou terug gaan tot een document uit 1416 waarin de brakel zou vermeld worden als succesvol ras uit de omgeving van Brakel in België. Een bewijs of naam van dit document is er echter niet. Vroeger liepen de brakels veelal rond op boerderijen in de omstreken van Nederbrakel en Oudenaarde.
Omstreeks 1850 werden er verschillende typen erkend:
- Kempisch hoen: licht type afkomstig van de Kempense zandgronden, in de Engelstalige landen zeer populair geworden in een zwaardere, hennevederige variant (Campine)
- Zottegems hoen: gekenmerkt door zijn zwarte kop
- Hoen van Nederbrakel: een vlezig type
- Chaams hoen: lijkt op de Kempische hoen, maar heeft oranje ogen
- Kortrijks hoen: kortpotig, de 5 tenen zijn typerend

Na verloop van tijd bestond het grootste aandeel echter uit het Vlaamse en het Kempense hoen.
Ten gevolge van kruisingen tussen de verschillende typen verdween de diversificatie en dit resulteerde in één rastype. In 1926 werd dit hoen nog Kempense brakel genoemd, in 1962 veranderde de Landsbond de naam in brakel. Door de invoer van de commerciële leghybriden na de Tweede Wereldoorlog werd de brakel verdrongen. Dit had tot gevolg dat er in 1969 nog slechts gekende vijf dieren over waren. De Speciaalclub voor het Brakelhoen bracht in 1971 twee zilverbrakelhennen, één zilverbrakelhaan en 12 eieren samen; een goudbrakelhaan werd ook nog teruggevonden. Vertrekkende vanuit deze dieren werd het ras heropgebouwd en opnieuw gekoesterd door liefhebbers. In 2012 werd aan de Brusselsestraat in Brakel een monument opgericht ter ere van het brakelhoen.

## Eigenschappen
- De brakel werd van oudsher gehouden voor de eieren. Ze gaan vroeg aan de leg, ongeveer vanaf vierenhalve maand.
- Hennen van het ras zijn in staat 150 tot 180 witte eieren per jaar te leggen. De eieren zijn vrij groot en wegen ongeveer 65 gram.
- Het zijn sterke, actieve en vitale kippen die van nature behoorlijk schuw zijn.
- Het gewicht ligt tussen 2,2 en 2,5 kilogram.
- De hennen worden zelden broeds. De broedeieren worden dus uitgebroed in een broedmachine of door een hen van een ander ras.
- De dieren hebben nood aan uitloop; een grote buitenren of laten loslopen wordt aangeraden. Zo kunnen ze extra voedingsstoffen bijeenscharrelen.
- Brakels kunnen vrij goed vliegen.

## Uiterlijke kenmerken
De brakeltekening is uniek in zijn soort. De 'bandpelling', een variant op de peltekening, bestaat uit brede zwarte banden die afgewisseld worden met smalle zilveren of gouden bandjes. Ze lopen langs beide zijden van de veerschacht in elkaar over. Verder:
- De borst is vrij diep en goed rond.
- Bij de hennen is het achterlijf breed en diep, de grote kam hangt af langs één zijde van de kop.
- Ter hoogte van de kam vindt men donker pigment terug. De oogranden horen ook zo goed als zwart te zijn.
- De oorlellen zijn wit.
- De staart is goed bevederd, vrij lang en wordt gespreid gedragen.
- De poten zijn leikleurig.

## Kleurslagen
- Goud (zwartgeband)
- Zilver (zwartgeband)
- Citroen (zwartgeband)
- Goud witgeband of 'chamois'
- Zilver witgeband of 'witgebloemd'
- Wit
- Zwart
- Blauw[4]

## Verwante rassen
- Hoen van de Zwalmvallei
- Zottegems hoen
- Chaams hoen
- Oost-Friese meeuw
- Groninger meeuw
- Assendelfter